# 阿克休蒂夫卡
49°48′22″N 36°12′10″E / 49.80611°N 36.20278°E
阿克休蒂夫卡（烏克蘭語：Аксютівка）是位於烏克蘭東部的村莊，由哈爾科夫州丘胡伊夫区的茲米伊夫市鎮負責管轄。該村始建於1680年，面積0.47平方公里，海拔高度171米，2001年人口136，人口密度每平方公里291.9人。